# Sara El Sammany
Sara Walid Mahmoud El Sammany, née le 2 novembre 2007, est une nageuse égyptienne.

## Carrière
Sara El Sammany remporte aux Championnats d'Afrique de natation 2021 à Accra la médaille d'argent du 4 × 100 mètres nage libre. Elle dispute également les courses juniors dans cette compétition, remportant l'or sur 50 et 100 mètres dos, sur 4 × 100 mètres nage libre et sur 4 × 100 mètres quatre nages, et l'argent sur 50 mètres papillon et sur 4 × 100 mètres quatre nages mixte.
Elle obtient aux Championnats d'Afrique de natation 2022 à Tunis la médaille d'argent sur 50 mètres papillon et sur 4 × 100 mètres nage libre, ainsi que la médaille de bronze sur 50 mètres dos, sur 4 × 100 mètres 4 nages mixte et sur 4 × 100 mètres nage libre mixte.
Aux Jeux africains de 2023 à Accra, elle est médaillée d'or sur 100 mètres dos et médaillée d'argent sur 4 × 100 m quatre nages.
Elle est médaillée d'or sur 50 mètres dos, médaillée d'argent sur 100 mètres dos, en relais 4 x 100 m quatre nages et en relais mixte 4 x 100 m nage libre, et médaillée de bronze sur 50 mètres papillon et en relais mixte 4 x 100 mètres quatre nages aux Championnats d'Afrique de natation 2024 à Luanda.